# Liste der Kanzler von Brabant
Die Kanzler im Herzogtum Brabant waren folgende Personen:
- 1326: Rogier van Leefdael
- 1355: Jan van Gere
- 1372: Jan van Looz
- 1407–1412: Pieter van Camdonc
- 1426–1429: Jan Bonte
- 1429–1431: Jean Guilain
- 1431–1445: Jan Bonte
- 1445–1463: Goswin van der Rydt
- 1463–1467: Jean l'Orfèvre
- 1467–1469: Jan de Groote (dit Magnus)
- 1469–1476: Jean l'Orfèvre, ancien chancelier
- 1477: Geldolf van der Noot
- 1481: Jean de la Bouverie
- 1483: Charles de Groote
- 1485: Jan van Hauthem
- 1499: Godefroid Raes
- 1499: Guillaume de Stradio
- 1504: Louis Roelants
- 1504: Jan van der Vorst
- 1509: Jean le Sauvage
- 1514: Hieronymus van der Noot
- 1531: Adolf van der Noot
- 1540: Englebert van den Daele
- 1557: Jean Scheyfve
- 1578: Didier van t'Sestich
- 1581: Théodore van Liesvelt
- 1585: Nicolas Damant
- 1616: Pierre Peck dit Peckius
- 1626: Ferdinand de Boisschot
- 1650: François de Kinschot
- 1654: Robert Asseliers
- 1663: Philippe-Guillaume de Steenhuys
- 1668: Simon de Fierlant
- 1686: Jean-Antoine Locquet
- 1687: Jean-Baptiste Christyn
- 1691: Guillaume-Philippe d'Herzelles
- 1698: Guillaume-Albert de Gryspere
- 1725: Honoré-Henri d'Eesbeecke dit van der Haeghen
- 1739: Jean-Daniel-Antoine Schockaert
- 1746: Philippe-Cleriarde du Chesne
- 1756: Louis-François de Robiano
- 1763: Gilles-François Streithagen
- 1769: Joseph von Krumpipen
- 1794: Gaspard Joseph-Ferdinand de Limpens
- 1794: Pierre Dominique-Antoine Jean van Velde